# Shinobu Hashimoto
Shinobu Hashimoto (în japoneză 橋本 忍, Hashimoto Shinobu; n. 18 aprilie 1918, Tsurui⁠(d), San'yōdō⁠(d), Japonia – d. 19 iulie 2018, Tokyo⁠(d), Tōkyō, Japonia) a fost un scenarist, regizor și producător de film japonez. Colaborator frecvent al lui Akira Kurosawa, el a scris scenariile unor filme celebre pe plan internațional precum Rashomon și Cei șapte samurai.

## Tinerețea
Shinobu Hashimoto s-a născut în prefectura Hyōgo din Japonia la 18 aprilie 1918. În anul 1938 s-a înrolat în armată, dar s-a îmbolnăvit de tuberculoză în timpul instrucției și a fost internat patru ani într-un sanatoriu pentru veterani.

## Carieră
În timp ce se afla internat, un alt pacient i-a oferit lui Hashimoto o revistă de film. Revista i-a stârnit interesul pentru scenaristică și a început un scenariu despre experiența sa din armată, ocupându-se timp de trei ani cu acest proiect. Învățătorul lui Hashimoto a fost scenaristul și regizorul Mansaku Itami (1900-1946), care era și el bolnav de tuberculoză.
Hashimoto a fost un colaborator frecvent al cineastului Akira Kurosawa, scriind din 1950 până în 1970 opt scenarii ale unor filme regizate de acesta. A lucrat adesea cu Hideo Oguni, Ryūzō Kikushima, precum și cu Kurosawa, la scrierea unor scenarii. Hashimoto a câștigat numeroase premii pentru scenariile scrise, inclusiv o serie de premii Panglica Albastră și Mainichi, în special în anii 1950-1960. În total a scris mai mult de optzeci de scenarii, printre care scenariile filmelor Rashomon, Ikiru, Cei șapte samurai (1950), Tronul însângerat (o adaptare din 1957 a piesei Macbeth, cu acțiunea desfășurată în Japonia) și The Hidden Fortress (1958). De asemenea, el a regizat trei filme.
Beneficiind de aprecieri critice internaționale, scenariile lui Hashimoto au inspirat filme celebre din străinătate, precum The Magnificent Seven (1960 și refăcut apoi în 2016), un remake al filmului Cei șapte samurai, și Războiul stelelor (1977), pe care George Lucas l-a descris ca fiind inspirat de The Hidden Fortress.
În anul 2006 a scris o carte de memorii intitulată Compound Cinematics: Akira Kurosawa and I. În 2008 Hashimoto a scris un scenariu pentru I Want to Be a Shellfish, o a doua adaptare cinematografică completă a serialului de televiziune de după cel de-al Doilea Război Mondial pe care l-a scris pentru TBS Television în 1958.

## Moartea
Hashimoto a împlinit 100 de ani în aprilie 2018. A murit la Tokyo în 19 iulie 2018, la vârsta de 100 de ani. Într-un necrolog publicat în revista TIME, regizorul de film Antoine Fuqua și-a exprimat respectul față de Hashimoto ca scenarist afirmând: „creația sa (a lui Hashimoto)… în colaborare cu Akira Kurosawa și Hideo Oguni a fost atât de frumoasă, de poetică și de sfâșietoare. Era vorba despre dreptate, era vorba despre sacrificiu și m-a făcut să vreau să fiu unul dintre acei oameni”.

## Filmografie
Hashimoto este creditat cu scrierea scenariilor a cel puțin 85 de filme.

### Scenarist

#### Anii 1950
- 1950: Rashōmon (羅生門 Rashōmon?), regizat de Akira Kurosawa
- 1952: A trăi (生きる Ikiru?), regizat de Akira Kurosawa
- 1953: Taiheiyo no washi (太平洋の鷲?), regizat de Ishirō Honda
- 1954: Les Médailles (勲章 Kunsho?), regizat de Minoru Shibuya
- 1954: Jirochō sangokushi: Kōjinyama zenzen (次郎長三国志 第九部 荒神山?), regizat de Masahiro Makino
- 1954: Saraba Rabauru (さらばラバウル?), regizat de Ishirō Honda
- 1954: Cei șapte samurai (七人の侍 Shichinin no samurai?), regizat de Akira Kurosawa[18]
- 1955: Ikimono no kiroku (生きものの記録 Ikimono no kiroku?), regizat de Akira Kurosawa
- 1956: Umbre în plină zi (真昼の暗黒 Mahiru no ankoku?), regizat de Tadashi Imai
- 1957: Tronul însângerat (蜘蛛巣城 Kumonosu-jō?), regizat de Akira Kurosawa[19]
- 1957: Nikui mono (憎いもの?), regizat de Seiji Maruyama
- 1957: Onna goroshi abura jigoku (女殺し油地獄?), regizat de Hiromichi Horikawa
- 1957: La Dernière Extrémité (どたんば Dotanba?), regizat de Tomu Uchida
- 1958: Harikomi (張込み?), regizat de Yoshitarō Nomura
- 1958: Rumeurs de la nuit (夜の鼓 Yoru no tsuzumi?) de Tadashi Imai
- 1958: Nuages, regizat de été (鰯雲 Iwashigumo?), regizat de Mikio Naruse
- 1958: Fortăreața ascunsă (隠し砦の三悪人 Kakushi toride no san-akunin?), regizat de Akira Kurosawa
- 1959: Le Sifflement de Kotan (コタンの口笛 Kotan no kuchibue?), regizat de Mikio Naruse
- 1960: Kuroi gashū: Aru sarariman no shōgen (黒い画集 あるサラリーマンの証言?), regizat de Hiromichi Horikawa

#### Anii 1960
- 1960: Hawai Middouei daikaikusen: Taiheiyo no arashi (ハワイ・ミッドウェイ大海空戦 太平洋の嵐?), regizat de Shūe Matsubayashi
- 1960: Escrocii dorm în pace (悪い奴ほどよく眠る Warui yatsu hodo yoku nemuru?), regizat de Akira Kurosawa
- 1961: Zero no shōten (ゼロの焦点?), regizat de Yoshitarō Nomura
- 1961: Kaidan Kakuidori (怪談蚊喰鳥?), regizat de Kazuo Mori
- 1962: Harakiri (切腹 Seppuku?), regizat de Masaki Kobayashi
- 1963: Taiheiyo no tsubasa (太平洋の翼?), regizat de Shūe Matsubayashi
- 1963: Shiro to kuro (白と黒?), regizat de Hiromichi Horikawa
- 1964: Aku no monsho (悪の紋章?), regizat de Hiromichi Horikawa
- 1965: Samouraï (侍 Samurai?), regizat de Kihachi Okamoto
- 1965: Honkon no shiroibara (香港の白い薔薇?), regizat de Jun Fukuda
- 1966: Le Sabre du mal (大菩薩峠 Dai-bosatsu tōge?), regizat de Kihachi Okamoto
- 1966: Shiroi Kyotō (白い巨塔 Shiroi Kyoto?), regizat de Satsuo Yamamoto
- 1967: Ultimul samurai (上意討ち 拝領妻始末 Jōi-uchi: Hairyō tsuma shimatsu?), regizat de Masaki Kobayashi[20]
- 1967: L'Empereur et le Général (日本のいちばん長い日 Nihon no ichiban nagai hi?), regizat de Kihachi Okamoto
- 1968: Kubi (首?), regizat de Shirō Moritani
- 1968: Rengo kantai shirei chōkan: Yamamoto Isoroku (連合艦隊司令長官 山本五十六?), regizat de Seiji Maruyama
- 1969: Furin kazan (風林火山?), regizat de Hiroshi Inagaki
- 1969: Puni par le ciel (人斬り Hitokiri?), regizat de Hideo Gosha

#### Anii 1970
- 1970: Kage no kuruma (影の車?), regizat de Yoshitarō Nomura
- 1970: Dodes'kaden (どですかでん Dodesukaden?), regizat de Akira Kurosawa[21]
- 1971: Saredowareraga bibi yori wakarenōta (「されどわれらが日々－」より 別れの詩?), regizat de Shirō Moritani
- 1973: Yellow Dog, regizat de Terence Donovan
- 1973: Scufundarea Japoniei (日本沈没 Nihon chinbotsu?), regizat de Shirō Moritani
- 1973: Ningen kakumei (人間革命?), regizat de Toshio Masuda
- 1973: Gendai ninkyō-shi (現代任侠史?), regizat de Teruo Ishii
- 1974: Castelul de nisip (砂の器 Suna no utsuwa?), regizat de Yoshitarō Nomura
- 1976: Zoku ningen kakumei (続人間革命?), regizat de Toshio Masuda
- 1977: Mont Hakkoda (八甲田山 Hakkodasan?), regizat de Shirō Moritani
- 1977: Yatsuhaka-mura (八つ墓村?), regizat de Yoshitarō Nomura

#### Anii 1980
- 1982: Maboroshi no mizuumi (幻の湖?) (și regizor)
- 1983: Matsumoto Seichō no zero no shōten (松本清張のゼロの焦点?), regizat de Masami Ryuji
- 1986: Tabiji mura de ichiban no kubitsurinoki (旅路 村でいちばんの首吊りの木?), regizat de Seijirō Kōyama

### Regizor
- 1959: Watashi wa kani ni naritai (私は貝になりたい?)
- 1961: Minami no kaze to nami (南の風と波?)
- 1982: Maboroshi no mizuumi (幻の湖?)

## Premii și distincții
- 1950: Premiul Panglica Albastră pentru cel mai bun scenariu pentru Rashomon[12]
- 1952: Premiul Mainichi pentru cel mai bun scenariu pentru Ikiru[22]
- 1956: Premiul Mainichi pentru cel mai bun scenariu pentru Umbre în plină zi[23]
- 1956: Premiul Panglica Albastră pentru cel mai bun scenariu pentru Umbre în plină zi[12]
- 1958: Premiul Mainichi pentru cel mai bun scenariu pentru The Chase (ja: 張 込 み)[24]
- 1958: Premiul Panglica Albastră pentru cel mai bun scenariu pentru The Chase[12]
- 1958: Premiul Kinema Junpo pentru cel mai bun scenariu pentru The Hidden Fortress, Night Drum și Chase[25][26]
- 1960: Premiul Kinema Junpo pentru cel mai bun scenariu pentru Black Book și The Bad Sleep Well[27]
- 1960: Premiul Mainichi pentru cel mai bun scenariu pentru Black Art Book (ja: 黒 い 画集)[28]
- 1962: Premiul Panglica Albastră pentru cel mai bun scenariu pentru Harakiri[12]
- 1966: Premiul Kinema Junpo pentru cel mai bun scenariu pentru The Ivory Tower[29]
- 1966: Premiul Mainichi pentru cel mai bun scenariu pentru Shiroi Kyotō[30]
- 1967: Premiul Kinema Junpo pentru cel mai bun scenariu pentru Ultimul samurai și The Emperor and a General[29]
- 1974: Premiul Mainichi pentru cel mai bun scenariu pentru Castelul de nisip[31]
- 2015: un premiu special pentru scenaristică la Festivalul Premiilor Mainichi[32]

## Legături externe
- Shinobu Hashimoto la Internet Movie Database